# José Francisco Montes Fonseca

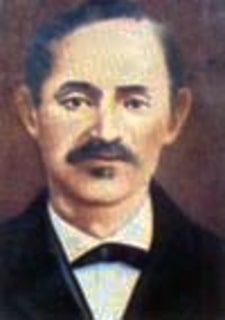
José Francisco Montes Fonseca

José Francisco Montes Fonseca (* 1830 in Ciudad de Comayagua; † nach 1888 ebenda) war vom 11. Januar 1862 bis 5. Februar 1862 und vom 4. Dezember 1862 bis 21. Juni 1863 Präsident von Honduras.

## Leben
Seine Eltern waren Clara Fonseca und Juan José Montes.
Als José Santos Guardiola Bustillo von seinem Leibwächter erschossen wurde, befand sich sein Stellvertreter Victoriano Castellanos Cortés in Suchitoto, El Salvador. Das Parlament wählte den Abgeordneten José Francisco Montes Fonseca zum Präsidenten. Montes ließ die Leibwache festnehmen und in Anwesenheit der Militärs von José María Medina von einem Kriegsgericht zum Tod verurteilen und füsilieren.
Am 4. Februar 1862 übernahm Victoriano Castellanos Guarita, Lempira die Präsidentschaft. Er verlegte den Regierungssitz am 4. Mai 1862 nach Los Llanos de Santa Rosa.
Aus gesundheitlichen Gründen übertrug Präsidenten Victoriano Castellanos das Präsidentenamt am 4. Dezember 1862 wieder an den Abgeordneten Montes.
Am 3. März 1863 schloss Montes mit der Regierung von El Salvador unter Gerardo Barrios ein Verteidigungsbündnis gegen die Regierung von Guatemala unter José Rafael Carrera Turcios.
Am 10. Juni 1863 besetzten Truppen aus Guatemala unter dem Kommando von General Vicente Cerna Sandoval Cucuyagua. Am 15. Juni 1863 nahmen sie Los Llanos de Santa Rosa ein. Am 20. Juni 1863 wurde José María Medina in Los Llanos de Santa Rosa zum Präsidenten proklamiert. Mit Waffen und Truppen von Vicente Cerna Sandoval stieß Medina nach Comayagua vor und ließ diese am 19. Juli 1863 besetzen. Bevor seine Truppen Comayagua verließen, ließ Montes einen Teil der Stadt in Brand stecken. Die Truppen von Medina errichteten ihr Quartier in La Paz, Departamento La Paz (Honduras). Am 7. September 1863 erschien Montes im Hauptquartier und bot die bedingungslose Kapitulation an.
1876 war Montes Finanz- und Kriegsminister im Regierungskabinett von Marco Aurelio Soto. 
Luis Bográn Barahona dekretierte ihm 1888 eine Pension von 100 Pesos.